# Эшуорт, Джерри
Джеральд Говард Эшуорт (англ. Gerald Howard Ashworth; род. 1 мая 1942, Хейверилл, Массачусетс) — американский легкоатлет, который специализировался в беге на короткие дистанции.

## Биография
Олимпийский чемпион в эстафете 4×100 метров (1964).
Экс-рекордсмен мира в эстафете 4×100 метров.
Чемпион Маккабиады в эстафете 4×100 метров в составе сборной США (1965).